# Elite Hotel
Elite Hotel is het derde studioalbum van de Amerikaanse country-artiest Emmylou Harris, uitgebracht in 1975. Elite Hotel was Harris' tweede album, dat in 1975 uitkwam. Het overtrof het debuutalbum Pieces of the Sky in de Billboard-hitlijsten en werd Harris' eerste nummer één-countryalbum. 
Het album leverde twee nummer één-countrysingles op: "Together Again" en Harris' versie van de Patsy Cline-hit "Sweet Dreams". Het nummer "One of These Days" bereikte de derde plaats. Een uitvoering van "Here, There and Everywhere" van The Beatles kwam binnen op nummer 65 in de pophitlijsten. Harris' eclectische muzieksmaak werd weerspiegeld in haar materiaalkeuze van Hank Williams, The Beatles, Gram Parsons en Buck Owens. Harris' zang op het album leverden haar de Grammy Award op voor beste vrouwelijke countryzangeres
De coverfoto werd gemaakt door Tom Wilkes aan 2259 Inyo Street in Mojave (Californië).